# Municipio de Southeast Marion
El municipio de Southeast Marion (en inglés: Southeast Marion Township) es un municipio ubicado en el condado de Polk en el estado estadounidense de Misuri. En el año 2010 tenía una población de 3542 habitantes y una densidad poblacional de 69,21 personas por km².

## Geografía
El municipio de Southeast Marion se encuentra ubicado en las coordenadas 37°34′34″N 93°21′52″O / 37.57611, -93.36444. Según la Oficina del Censo de los Estados Unidos, el municipio tiene una superficie total de 51.18 km², de la cual 51.1 km² corresponden a tierra firme y (0.16%) 0.08 km² es agua.

## Demografía
Según el censo de 2010, había 3542 personas residiendo en el municipio de Southeast Marion. La densidad de población era de 69,21 hab./km². De los 3542 habitantes, el municipio de Southeast Marion estaba compuesto por el 93.68% blancos, el 1.21% eran afroamericanos, el 0.65% eran amerindios, el 1.04% eran asiáticos, el 0.08% eran isleños del Pacífico, el 1.16% eran de otras razas y el 2.17% pertenecían a dos o más razas. Del total de la población el 2.8% eran hispanos o latinos de cualquier raza.